# Carlo Gozzi

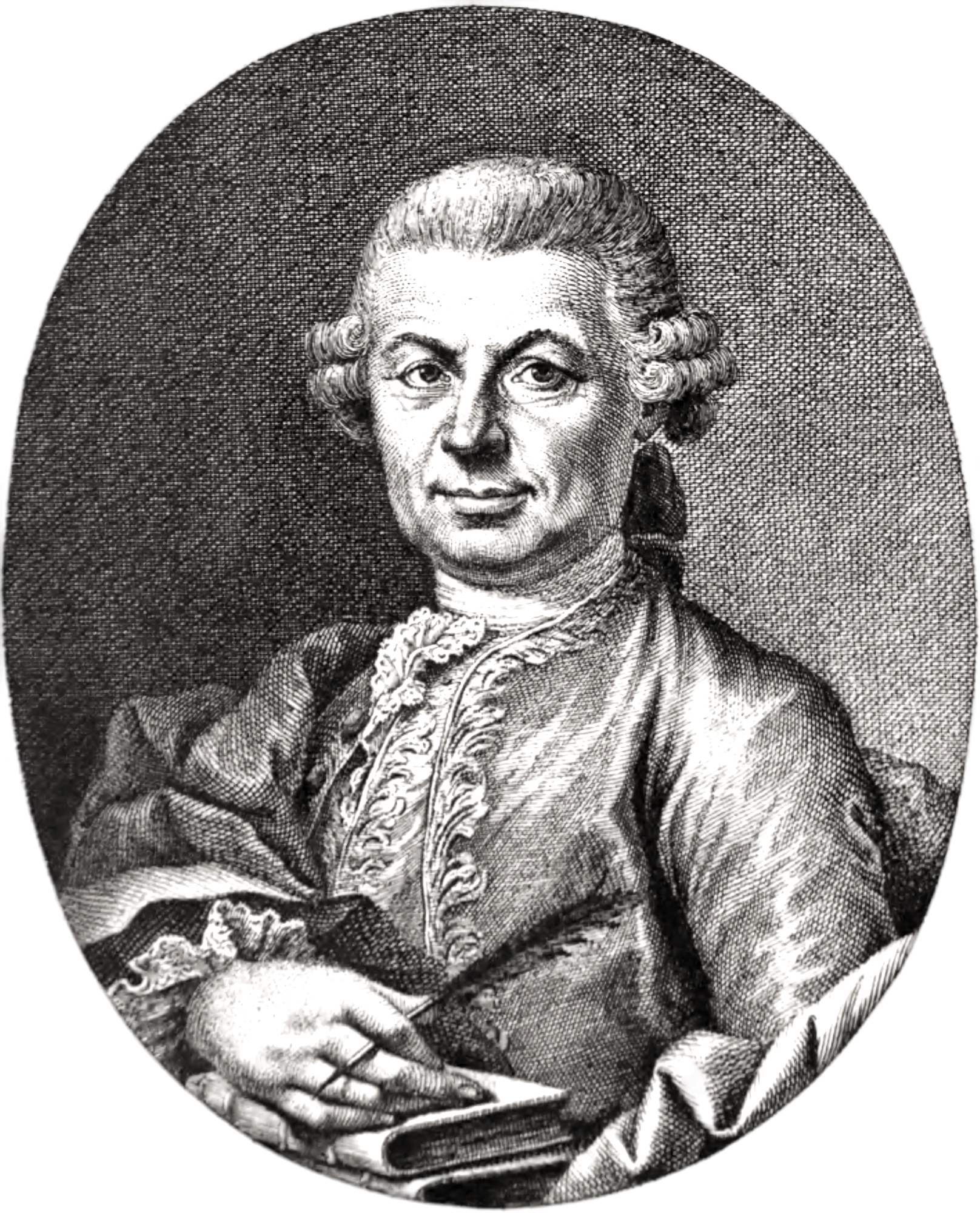
Carlo Gozzi

Carlo Gozzi (n. 13 decembrie 1720, d. 4 aprilie 1806) a fost un dramaturg italian.
Născut în Veneția, provine dintr-o veche familie venețiană. Datoriile tatălui său îl determină să caute modalități de a se întreține. La vârsta de 16 ani se înrolează în armata din Dalmația. Trei ani mai târziu se întoarce în Veneția, și în curând își va face o reputație drept cel mai spiritual membru al societății Granelleschi, în care a intrat în urma publicării a câtorva opere satirice. Această societate, devotată sociabilității și spiritualității, avea scopuri literare serioase și încerca în special să păstreze literatura toscană ferită de influențe străine.
Înlocuirea vechii comedii italiene de dramele lui Pietro Chiari și Carlo Goldoni, modelate după exemple franțuzești, amenința să învingă eforturile societății. În 1757, Gozzi venea ca salvator, publicând poemul satiric La tartana degli influssi per l'anno 1756 și comedia Dragostea pentru Trei Portocale în 1761, o parodie a stilului celorlalți doi poeți, bazată pe o poveste. Ca să fie jucată, a obținut serviciile trupei de actori Sacchi, care, datorită succesului pieselor lui Chiari și Goldoni, care nu le ofereau ocazia să-și demonstreze talentul, au rămas fără lucru. Talentele lor satirice, întărite de o rivalitate personală, au adus piesei un succes extraordinar.
Șocat de efectul produs asupra publicului de către introducerea elementului supranatural sau mistic, pe care abia l-a folosit ca un mijloc convenabil pentru scopul său satiric, Gozzi a scris o serie de piese bazate pe povești, pe basme destul de populare, dar după dizolvarea companiei Sacchi acestea au fost ignorate total. Au fost îndelung elogiate de Goethe, Schlegel, Sismondi, Madame de Stael, și una dintre ele, Turandot, a fost tradusă de Schiller.
În anii mai târzii, Gozzi a început să scrie tragedii, în care însă elementul comic nu lipsea. Această inovație s-a dovedit inacceptabilă pentru critici, în consecință Gozzi se întoarce la drama spaniolă, din care obține modele pentru diverse opere. Acestea însă au avut un succes minor. Fratele lui, Gasparo Gozzi, era de asemenea un cunoscut scriitor contemporan. Operele lui au fost publicate sub propria lui supraveghere, la Veneția, în 1792, în 10 volume.